# Ruta 4 (Uruguay)
La ruta 4 es una de las rutas nacionales de Uruguay. Atraviesa los departamentos de Artigas, Salto, Paysandú, Río Negro y Durazno. Esta carretera fue designada con el nombre de Andrés Artigas, por ley 14361 del 17 de abril de 1975, en honor al caudillo de las Provincias Unidas del Río de la Plata.

## Recorrido
Esta carretera presenta varios tramos discontinuados. El primer tramo nace en el empalme con la ruta 5 en el km 222 de esta última, en los accesos a la localidad de Carlos Reyles en el departamento de Durazno, desde aquí toma la dirección sur-noroeste atravesando la represa de Baygorria y continúa su recorrido por el departamento de río Negro hasta el empalme con la ruta 20 en la zona conocida como «El Progreso», donde culmina su primer tramo.
El segundo tramo se inicia en la ciudad de Guichón en el departamento de Paysandú y continúa en sentido sur-norte hasta el km 100 de la ruta 26, en la localidad de Eucaliptus.
El siguiente tramo comienza en el km 110 de la ruta 26 y sigue su recorrido en sentido sur-norte coincidiendo con múltiples caminos departamentales, su recorrido se torna lleno de curvas hasta la localidad de Biassini en el departamento de Salto, de allí en más la carretera vuelve a tomar características de ruta nacional. Más al norte ingresa en el departamento de Artigas y lo atraviesa en sentido sur-noreste hasta pocos kilómetros al suroeste de la ciudad de Artigas, donde empalma a través de una rotonda con la ruta 30 que sirve de acceso a la ciudad de Artigas.

## Características
Estado y tipo de construcción de la carretera según el tramo 
| Tramo                        | Tipo de Red             | Tipo de Construcción   | Estado    |
| ---------------------------- | ----------------------- | ---------------------- | --------- |
| Ruta 5 - Baygorria           | Red Nacional Secundaria | En reparación          | Regular   |
| Baygorria - Ruta 20          | Red Nacional Secundaria | tratamiento bituminoso | Excelente |
| Guichón - Río Queguay        | Red Nacional Secundaria | Carpeta Asfáltica      | Muy Bueno |
| Río Queguay - Ruta 31        | Red departamental       | Tosca                  | Sin datos |
| Ruta 31 - Río Arapey         | Red Nacional Secundaria | Tratamiento bituminoso | Bueno     |
| Río Arapey - Paso Campamento | Red Nacional Secundaria | Tratamiento bituminoso | Malo      |
| Paso Campamento - Tamanduá   | Red Nacional Secundaria | Tratamiento bituminoso | Regular   |
| Tamanduá - Ruta 30           | Red Nacional Secundaria | Tratamiento bituminoso | Bueno     |